# Pello Joxepe
Pello Joxepe és una cançó tradicional navarresa en èuscar. Composta probablement a les darreries del segle xix o començaments del segle xx, és molt popular al País Basc, i la música de la cançó és feta servir habitualment pels bertsolariak per improvisar composicions, de manera que pot ser cantada amb diferents lletres.
La cançó parla d'un home, anomenat Pello Joxepe, de Larraun, a Navarra, a qui comuniquen mentre és a una taverna que ha estat pare d'una criatura, mentre ell ho nega vehementment. Al final, un capellà (suposadament el pare real del nadó) s'enduu la dona i la criatura. Pello Joxepe és vista per alguns com un exemple d'anticlericalisme.

## Controvèrsia
El 2005, Pello Joxepe va esdevenir coneguda arreu del món, quan es va publicar que la melodia de la popular cançó israeliana Yerushalayim Shel Zahav (Jerusalem daurada) de la coneguda cantant i compositora Naomi Shemer s'hi va inspirar: el cantautor valencià Paco Ibáñez va fer un concert a Israel el 1962, hi va cantar la cançó, i Naomi Shemer en va poder sentir la melodia.
Shemer havia sempre negat fermament que les dues cançons tinguessin relació, fins que el juny de 2004 va fer una confessió poc abans de morir. Afectada pel càncer, el qual ella creia que havia estat causat per la seva decebedora actitud en aquest afer, va confessar a un amic seu, el compositor Gil Aldema que havia, efectivament, sentit "Pello Joxepe" just abans d'escriure "Jerusalem daurada". Va donar instruccions a Aldema de fer-ho públic després de la seva mort. Paco Ibáñez va declarar posteriorment que Naomi Shemer no tenia per què sentir-se malament per haver fet això.
La cançó és molt coneguda a Israel, on té la categoria d'himne no oficial, i és la cançó que sona a la darrera escena de la pel·lícula La llista de Schindler, quan els presos alliberats del camp de concentració caminen cap a la llibertat.